# Xã Moores Prairie, Quận Jefferson, Illinois
Xã Moores Prairie (tiếng Anh: Moores Prairie Township) là một xã thuộc quận Jefferson, tiểu bang Illinois, Hoa Kỳ. Năm 2010, dân số của xã này là 347 người.